# Bittacus pintoi
Bittacus pintoi är en näbbsländeart som beskrevs av Souza Lopes och Mangabeira 1942. Bittacus pintoi ingår i släktet Bittacus och familjen styltsländor. Inga underarter finns listade i Catalogue of Life.